# Równanie Fokkera-Plancka

Rozwiązanie jednowymiarowego równania Fokkera-Plancka z uwzględnieniem zarówno dryfu, jak i dyfuzji. W tym przypadku warunkiem początkowym jest funkcja delta Diraca wyśrodkowana z dala od zerowej prędkości. Z czasem rozkład rozszerza się z powodu losowych impulsów, doznawanych przez układ od otoczenia.

Równanie Fokkera-Plancka – równanie różniczkowe cząstkowe drugiego rzędu. Opisuje ewolucję czasową funkcji gęstości prawdopodobieństwa {\displaystyle \mathbf {W} (x,v,t)} położenia i prędkości.
Nazwa pochodzi od nazwisk Adriaana Fokkera i Maxa Plancka. Znane jest również pod nazwą prospektywnego równania Kołmogorowa.
Po raz pierwszy równanie to zostało użyte do opisu zjawiska ruchów Browna cząstki zanurzonej w cieczy.
Ogólna forma równania dla N zmiennych:
{\displaystyle {\frac {\partial }{\partial t}}\mathbf {W} (x,v,t)=\left[-\sum _{i=1}^{N}{\frac {\partial }{\partial x_{i}}}D_{i}^{1}(x_{1},\dots ,x_{N})+\sum _{i=1}^{N}\sum _{j=1}^{N}{\frac {\partial ^{2}}{\partial x_{i}\partial x_{j}}}D_{ij}^{2}(x_{1},\dots ,x_{N})\right]\mathbf {W} (x,v,t),}
gdzie {\displaystyle D^{1}} to wektor dryftu, a {\displaystyle D^{2}} oznacza tensor dyfuzji.